# Movimento anti-tabacco nella Germania nazista

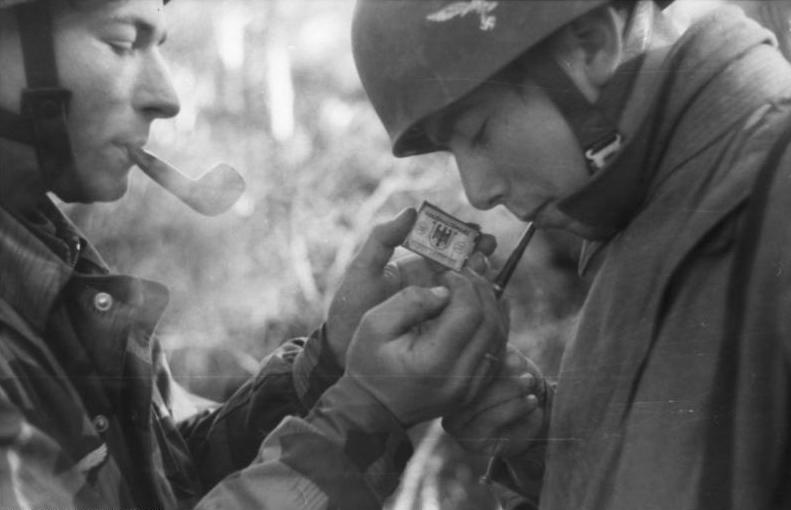
Soldati tedeschi intenti a fumare

Dopo che i dottori tedeschi furono i primi a identificare i collegamenti tra il fumo e il cancro ai polmoni, la Germania nazista iniziò una forte campagna anti-tabacco e condusse la prima campagna pubblica anti-tabacco nella storia. I movimenti anti-tabacco crebbero in molte nazioni dagli inizi del XX secolo, ma ottennero scarso successo, tranne in Germania, dove la campagna era supportata dal governo dopo che i Nazionalsocialisti salirono al potere.
Fu il movimento anti-fumo più potente nel mondo negli anni trenta e nei primi anni quaranta. La leadership dei nazionalsocialisti condannava il fumo e molti di loro condannarono pubblicamente l'utilizzo di tabacco. Le ricerche sul fumo e sui suoi effetti sulla salute crebbero sotto il dominio nazista e furono le più importanti nel settore dell'epoca. Il personale disgusto di Adolf Hitler verso il tabacco e la politica riproduttiva furono tra i fattori motivanti dietro la loro lotta contro il fumo.
La campagna nazista anti-tabacco includeva il divieto di fumare sui tram, autobus e treni cittadini, la promozione dell'educazione alla salute, la diminuzione della razione di sigarette nella Wehrmacht, l'organizzazione di letture mediche per soldati, e l'aumento delle tasse per il tabacco. Inoltre, i nazionalsocialisti imposero restrizioni sulla pubblicità di tabacco e sul fumo nei luoghi pubblici, ristoranti e caffetterie. Il movimento anti-tabacco non ottenne molto successo nei primi anni del regime nazista, e l'uso di tabacco crebbe tra il 1933 e il 1939, ma il fumo tra il personale militare diminuì dal 1939 al 1945. Anche verso la fine del XX secolo, il movimento anti-fumo nella Germania del dopoguerra non ha ottenuto gli stessi risultati avuti dalla campagna nazista.

## Prima del Nazionalsocialismo
I sentimenti anti-tabacco esistevano nella Germania all'inizio del XX secolo. I critici verso il fumo organizzarono il primo gruppo anti-tabacco nel paese chiamato Deutscher Tabakgegnerverein zum Schutze der Nichtraucher (Associazione degli oppositori tedeschi al tabacco per la protezione dei non fumatori). Fondato nel 1904, questa organizzazione è esistita solo per un breve periodo. La successiva organizzazione anti-tabacco, la Bund Deutscher Tabakgegner (Federazione degli oppositori tedeschi al tabacco), venne fondata nel 1910 a Trutnov, in Boemia. Altre organizzazioni anti-fumo vennero fondate nel 1912 nelle città di Hannover e Dresda. Nel 1920, una Bund Deutscher Tabakgegner in der Tschechoslowakei (Federazione di oppositori tedeschi al tabacco in Cecoslovacchia) venne fondata a Praga, dopo che la Cecoslovacchia venne separata dall'Austria alla fine della prima guerra mondiale. Una Bund Deutscher Tabakgegner in Deutschösterreich (Federazione di oppositori tedeschi al tabacco nell'Austria tedesca) fu fondata a Graz nel 1920.
Questi gruppi pubblicarono dei giornali che difendevano il non fumare. Il primo giornale del genere in lingua tedesca fu Der Tabakgegner (Gli oppositori al tabacco), pubblicato dall'organizzazione boema tra il 1912 e il 1932. Il Deutscher Tabakgegner (Oppositori tedeschi al tabacco) venne pubblicato a Dresda tra il 1919 e il 1935, e fu il secondo giornale sull'argomento. Le organizzazioni anti-tabacco andavano contro l'uso di alcool.

## I motivi

### Hitler e il fumo

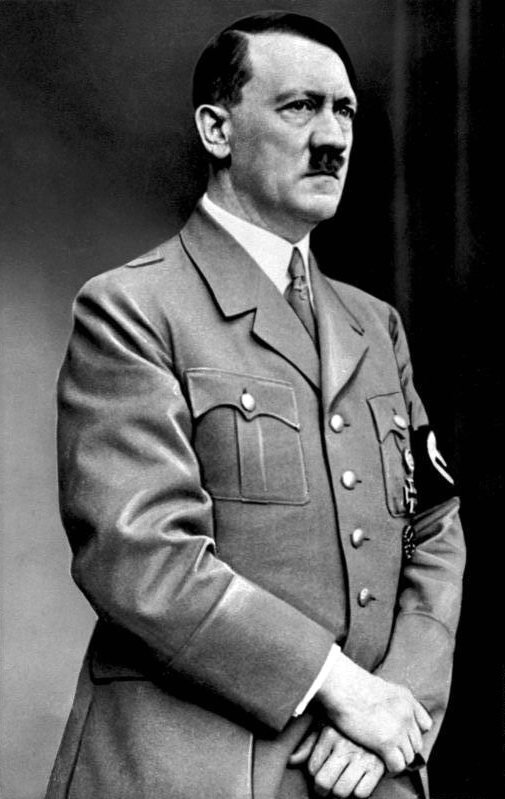
Adolf Hitler.

Hitler guardò al fumo come qualcosa di "decadente" e lo vide come "l'ira dell'Uomo Rosso sull'Uomo Bianco, la vendetta per avere dato loro il liquore", lamentandosi del fatto che "così tanti uomini eccellenti si sono persi a causa dell'avvelenamento da tabacco". Era infelice perché sia Eva Braun sia Martin Bormann fumavano e si lamentava del fatto che Hermann Göring continuasse a fumare nei luoghi pubblici. Si arrabbiò molto quando venne commissionata una statua raffigurante Göring mentre fuma un sigaro. Hitler è spesso considerato il primo leader nazionale a difendere i non fumatori, sebbene Giacomo I d'Inghilterra, vissuto trecento anni prima, abbia più motivi per avere questo titolo.
Hitler disapprovava la libertà di fumare del personale militare e durante la seconda guerra mondiale, il 2 aprile del 1942, disse "è stato uno sbaglio, che risale al comando di allora, all'inizio della guerra". Disse anche che "non è giusto dire che un soldato non possa vivere senza fumare". Promise di mettere fine all'uso del tabacco nell'esercito dopo la fine della guerra. Hitler incoraggiava personalmente i suoi amici più vicini a non fumare e premiava quelli che smettevano di farlo. Comunque, il personale disgusto di Hitler per il tabacco fu solo uno dei diversi motivi dietro la campagna anti-tabacco.

### Politica riproduttiva
Le politiche riproduttive naziste furono un fattore significativo dietro la campagna anti-tabacco. Le donne fumatrici erano considerate più soggette all'invecchiamento precoce e alla perdita di attrattività fisica; erano viste come non adatte ad essere mogli e madri nella famiglia tedesca. Werner Huttig dell'Ufficio delle politiche razziali (Rassenpolitisches Amt) del Partito Nazista disse che il latte di una madre fumatrice contiene nicotina, una teoria che le ricerche moderne hanno affermato essere corretta. Martin Staemmler, un famoso medico durante il Terzo Reich, disse che il fumo delle donne incinte risulta a tassi più elevati negli aborti spontanei (indipendentemente dallo stadio del feto). Questa opinione venne sostenuta anche dalla famosa igienista razziale Agnes Bluhm, i cui libri pubblicati nel 1936 esprimevano le stesse cose. Il governo nazista si preoccupava di questo perché voleva che le donne tedesche fossero più prolifiche possibili. Un articolo pubblicato su un giornale di ginecologia tedesco nel 1943 affermava che per le donne che fumano tre o più sigarette al giorno è più facile rimanere senza figli rispetto alle non fumatrici.

## Ricerca
Gli studi e le ricerche sugli effetti del tabacco sulla salute della popolazione furono più avanzati in Germania che in qualsiasi altra nazione al tempo della salita al potere dei nazisti. Il collegamento tra il tumore al polmone e il tabacco fu accertato per primo nella Germania nazista, contrariamente alla credenza popolare che gli scienziati americani e inglesi lo scoprissero per primi negli anni cinquanta. Il termine "fumo passivo" ("Passivrauchen") fu coniato nella Germania nazista. Progetti di ricerca fondati dai nazisti rivelarono molti dei disastrosi effetti del tabacco sulla salute. La Germania nazista aiutò finanziariamente il Wissenschaftliches Institut zur Erforschung der Tabakgefahren (Istituto per la ricerca dei pericoli del tabacco) all'università di Jena, guidato da Karl Astel. Fondato nel 1941, fu il più importante istituto anti-tabacco nella Germania nazista.
Franz H. Müller nel 1939 ed E. Schairer nel 1943 furono i primi ad usare il metodo epidemiologico caso-controllo per studiare il tumore al polmone tra i fumatori. Nel 1939, Müller pubblicò i risultati di uno studio su un rispettato giornale sul cancro in Germania che affermava che la prevalenza del tumore al polmone era più alta tra i fumatori. Müller, descritto come il "padre dimenticato dell'epidemiologia sperimentale", era un membro dell'NSKK e del partito nazista (NSDAP). La dissertazione del 1939 di Müller fu il primo studio epidemiologico controllato del mondo sulle relazioni tra il tabacco e il tumore al polmone. Oltre a menzionare la crescente incidenza del tumore al polmone e molte delle sue cause come la polvere, gas di scarico delle auto, la tubercolosi, i raggi X e l'inquinamento delle industrie, la ricerca di Müller stabilì che "il significato del fumo di tabacco è stato messo sempre di più in primo piano".
I medici del Terzo Reich sapevano che il fumo è responsabile di malattie cardiache, che erano considerate essere la malattia più seria derivante dal fumo. A volte, l'uso di nicotina venne considerato responsabile dell'aumento di infarto miocardico acuto nel paese. Negli anni che seguirono la seconda guerra mondiale, i ricercatori consideravano la nicotina come un fattore delle malattie alle coronarie sofferte da un numero significativo di militari nel fronte orientale. Un patologo dell'esercito esaminò trentadue giovani soldati morti per infarto miocardico al fronte, e documentò nel 1944 che tutti i soldati erano fumatori incalliti. Citò l'opinione del patologo Franz Buchner, secondo la quale le sigarette sono "un veleno di prim'ordine per le coronarie."

## Misure
I nazisti usarono diverse tattiche di relazioni pubbliche per convincere la popolazione tedesca a non fumare. Famosi giornali di salute come il Gesundes Volk (Persone Sane), il Volksgesundheit (La Salute delle persone) e il Gesundes Leben (Vita sana) pubblicarono avvertenze contro le conseguenze del fumo per la salute e vennero mostrati dei poster che mostravano gli effetti dannosi del tabacco. I messaggi anti-fumo vennero mandati alle persone nei loro posti di lavoro, spesso con l'aiuto della Gioventù hitleriana (HJ, Hitler-Jugend) e della Lega delle ragazze tedesche (BDM, Bund Deutscher Mädel). La campagna anti-fumo dei nazisti includeva anche l'educazione alla salute. Nel giugno del 1939, venne istituito un ufficio contro i pericoli dell'alcool e del tabacco e anche il Reichsstelle für Rauschgiftbekämpfung (Ufficio per lo sforzo contro l'intossicazione da droghe) aiutò nella campagna anti-tabacco. Gli articoli che difendevano i non fumatori furono pubblicati nei giornali Die Genussgifte (Gli Stimolanti Ricreazionali), Auf der Wacht (In guardia) e Reine Luft (Aria Pulita). Tra questi, Reine Luft fu il giornale principale del movimento anti-tabacco. L'Istituto per la ricerca dei rischi del tabacco di Karl Astel all'università di Jena comprò e distribuì centinaia di ristampe del Reine Luft.
Dopo avere riconosciuto gli effetti dannosi del fumo sulla salute, vennero attuati alcuni oggetti della legislazione anti-fumo. Gli ultimi anni trenta videro crescere le leggi anti-tabacco fatte dai nazisti. Nel 1938 la Luftwaffe e la Reichspost imposero il divieto di fumare. Il fumo venne proibito non solo negli istituti sanitari, ma anche in diversi uffici pubblici e nelle case di riposo. Le ostetriche non potevano fumare mentre lavoravano. Nel 1939, il partito nazista bandì il fumo da tutti i suoi uffici, e Heinrich Himmler, che sarebbe poi diventato il capo delle SS, vietò alla polizia e agli ufficiali delle SS di fumare mentre erano in servizio. Il fumo venne anche bandito dalle scuole.
Nel 1941, in sei città tedesche venne vietato il fumo sui tram. Fumare era vietato anche nei rifugi anti-bombardamento; comunque, alcuni rifugi avevano camere separate per fumatori. Una cura particolare si ebbe per evitare che le donne incinte fumassero. Il presidente dell'associazione medica in Germania annunciò che "le donne tedesche non fumano". Alle donne incinte e donne al di sotto dei 25 anni o sopra i 55 non veniva data la carta per la razione di tabacco durante la seconda guerra mondiale. Film anti-tabacco rivolti alle donne vennero mostrati pubblicamente. Editoriali che discutevano i problemi del fumo e i suoi effetti vennero pubblicati sui giornali tedeschi. Vennero prese serie misure al riguardo e un dipartimento distrettuale nell'NSBO annunciò che avrebbe espulso i membri femminili che avrebbero fumato in pubblico. Il passo successivo nella campagna anti-tabacco avvenne nel luglio del 1943, quando venne proibito ai giovani sotto i 18 anni di fumare in pubblico. L'anno successivo, venne reso illegale fumare sugli autobus e sui treni cittadini, su personale iniziativa di Hitler, che temeva che le donne sui mezzi potessero essere vittime di fumo passivo.
Vennero imposte restrizioni sulla pubblicità dei prodotti di tabacco, messa in atto il 7 dicembre del 1941 e firmata da Heinrich Hunke, il Presidente del consiglio sulla pubblicità. Vennero vietate pubblicità che ritraevano il fumo come inoffensivo o espressione di mascolinità. Inoltre venne vietata la messa in ridicolo dell'attività anti-fumo, cosa fatta dai poster lungo le ferrovie, nelle regioni rurali, negli stadi e nei percorsi per corse. Vennero vietate anche le pubblicità attraverso posta e altoparlanti.
Le restrizioni sul fumo vennero introdotte anche nella Wehrmacht. Le razioni di sigarette nelle milizie furono limitate a sei al giorno per soldato. Spesso venivano vendute sigarette extra ai soldati, specialmente quando non c'era nessuna avanzata o ritirata sul campo di battaglia, comunque fino ad un massimo di 50 sigarette al mese. A soldati molto giovani che servivano nella 12ª SS-Panzerdivision "Hitlerjugend" venivano dati dei dolci al posto delle sigarette. L'accesso alle sigarette era vietato al personale ausiliare femminile della Wehrmacht. Venivano programmate letture mediche per persuadere il personale militare a smettere di fumare. Un'ordinanza messa in atto il 3 novembre del 1941 incrementò le tasse sul tabacco dell'80-95% sul prezzo di vendita al dettaglio. Sarebbe stata la crescita più alta nelle tasse per il tabacco nella Germania per altri 25 anni dopo la fine del regime nazista.

## Gli effetti
La prima campagna anti-fumo fu considerata un fallimento, e dal 1933 al 1937 ci fu una rapida crescita del consumo di tabacco in Germania. Il tasso di fumatori nella nazione crebbe più rapidamente anche della vicina Francia, dove il movimento anti-tabacco era piccolo e ancor meno influente. Tra il 1932 e il 1939, il consumo pro capite di sigarette in Germania crebbe da 570 a 900 all'anno, mentre il corrispondente numero in Francia crebbe da 570 a 630.
Le compagnie produttrici di sigarette in Germania tentatono diverse volte di indebolire la campagna anti-tabacco. Pubblicarono nuovi giornali e cercarono di dipingere il movimento anti-tabacco come "fanatico" e "non scientifico". L'industria del tabacco cercò anche di contrattaccare la campagna contro le donne fumatrici usando modelle nelle pubblicità. Nonostante le regolazioni del governo, molte donne in Germania fumavano, comprese le mogli di molti ufficiali nazisti di alto rango. Per esempio, Magda Goebbels fumò anche quando venne intervistata da un giornalista. Illustrazioni di moda che mostravano donne con le sigarette vennero spesso pubblicate nei giornali. La copertina della canzone popolare Lili Marleen mostrava la cantante Lale Andersen mentre tiene una sigaretta.
|             | Anno  |       |       |       |
| 1930        | 1935  | 1940  | 1944  |       |
| Germania    | 490   | 510   | 1 022 | 743   |
| Stati Uniti | 1 485 | 1 564 | 1 976 | 3 039 |

I nazisti attuarono altre politiche anti-tabacco alla fine degli anni trenta e nei primi anni della seconda guerra mondiale, il tasso di consumo di tabacco diminuì. Come risultato delle misure anti-tabacco attuate nella Wehrmacht, il consumo totale di tabacco tra i soldati diminuì tra il 1939 e il 1945. Secondo un sondaggio del 1944, il numero di fumatori crebbe nella Wehrmacht, ma il consumo medio per il personale militare scese del 23,4% rispetto agli anni subito prima della guerra. Il numero di persone che fumavano 30 o più sigarette al giorno diminuì dal 4,4% allo 0,3%.
Le politiche anti-tabacco naziste non erano prive di contraddizioni. Per esempio, il Volksgesundheit (Salute delle persone) e il Gesundheitspflicht (Cose da fare per essere sani) vennero rinforzati in parallelo alla distribuzione di sigarette alle persone che i nazisti vedevano come gruppi "degni" (ad esempio soldati al fronte, membri della gioventù hitleriana). Inoltre, ai gruppi "non meritevoli" e stigmatizzati (ebrei, prigionieri di guerra) era proibito l'accesso al tabacco.

## Associazione con antisemitismo e razzismo
A parte la preoccupazione per la salute della popolazione, i nazisti erano pesantemente influenzati dall'ideologia; in particolar modo, il movimento fu influenzato dal concetto di igiene razziale e di purezza del corpo. I capi nazisti credevano che fosse sbagliato che la razza superiore fumasse e che il consumo di tabacco comportasse una "degenerazione razziale". I nazisti vedevano il tabacco come un "veleno genetico". Gli igienisti razziali si opponevano all'uso del tabacco, temendo che avrebbe "corrotto" il sangue tedesco. Gli attivisti nazisti anti-tabacco tentarono spesso di dipingere il tabacco come un "vizio" dei "degenerati" africani.
I nazisti affermavano che gli ebrei erano i responsabili dell'introduzione del tabacco e dei suoi effetti dannosi. La Chiesa cristiana avventista del settimo giorno in Germania annunciò che il fumo era un vizio dannoso diffuso dagli ebrei. Johann von Leers, editore del Nordische Welt (Mondo Nordico), durante la cerimonia d'apertura del Wissenschaftliches Institut zur Erforschung der Tabakgefahren nel 1941, proclamò che il "capitalismo ebraico" era responsabile per la diffusione dell'uso del tabacco in Europa. Disse che il primo tabacco in terreno tedesco fu portato dagli ebrei e che loro controllavano l'industria del tabacco ad Amsterdam, il principale punto di entrata della nicotina.

## Dopo la seconda guerra mondiale
Dopo il crollo della Germania nazista alla fine della seconda guerra mondiale, le aziende americane di sigarette entrarono velocemente nel mercato nero tedesco. Il contrabbando illegale di tabacco divenne prevalente e molti leader della campagna anti-fumo nazista furono condannati a morte. Nel 1949, circa 400 milioni di sigarette prodotte negli Stati Uniti entravano illegalemente in Germania ogni mese. Nel 1954, circa 2 miliardi di sigarette svizzere furono contrabbandate in Germania e in Italia. Come parte del Piano Marshall, gli Stati Uniti mandavano tabacco gratis in Germania; il totale del tabacco mandato in Germania con le navi nel 1948 ammontava a 24 000 tonnellate, che divennero 69 000 tonnellate nel 1949.
Il Governo federale degli Stati Uniti spese 70 milioni di dollari per questo, e le industrie di sigarette negli Stati Uniti ne ebbero guadagni enormi. Annualmente, il consumo pro capite nella Germania post-bellica crebbe da 460 nel 1950 a 1523 nel 1963. Alla fine del XX secolo, la campagna anti-tabacco in Germania non fu capace di superare la serietà dell'era nazista degli anni 1939-41 e gli studi sulla salute in materia di tabacco vennero descritti da Robert N. Proctor come "silenziati".